# Jan Olaf Immel
Jan-Olaf Immel (Hessen, 14 de março de 1976) é um ex-handebolista profissional alemão.